# سسیل اوبری
سسیل اوبری (فرانسوی: Cécile Aubry‎؛ ۳ اوت ۱۹۲۸ – ۱۹ ژوئیهٔ ۲۰۱۰) هنرپیشه، نویسنده و فیلم‌نامه‌نویس و کارگردان تلویزیون فرانسوی بود. وی بین سال‌های ۱۹۴۹ تا ۱۹۶۰ میلادی فعالیت می‌کرد. او در ۱۹ ژوئیه ۲۰۱۰ بر اثر سرطان ریه در هشتاد و یک سالگی درگذشت.